# Atzara
Atzara (Atzàra in sardo) è un comune italiano di 972 abitanti della provincia di Nuoro in Sardegna.

## Storia
L'area fu abitata fin dal Neolitico, per la presenza sul territorio di alcuni nuraghi.
Situato nella regione del Mandrolisai, il borgo originario risale agli anni intorno al 1000 e sorse presso la fonte di Bingia de giosso, tuttora esistente. Il centro storico è suddiviso negli antichi rioni di Su Fruscu, Lodine, Montiga e josso, Montiga e Susu, Sa Cora Manna, Su Cuccuru de Santu Giorgi e Tzùri, con vecchie case e gli edifici di carattere più monumentale costruiti prevalentemente in granito.
Nel medioevo appartenne al giudicato di Arborea, inserito nella curatoria del Mandrolisai. Alla caduta del giudicato (1420) passò sotto il dominio aragonese e venne incorporato nell'Incontrada di Mandrolisai. Nel 1711 venne unito alla contea di San Martino, feudo dei Valentino, ai quali fu riscattato nel 1839 con la soppressione del sistema feudale, per cui divenne un comune amministrato da un sindaco e da un consiglio comunale.

### Simboli
Lo stemma e il gonfalone del comune di Atzara sono stati concessi con decreto del presidente della Repubblica del 10 marzo 2014.
Il gonfalone è un drappo troncato di azzurro e di rosso.

## Monumenti e luoghi d'interesse

### Architetture religiose

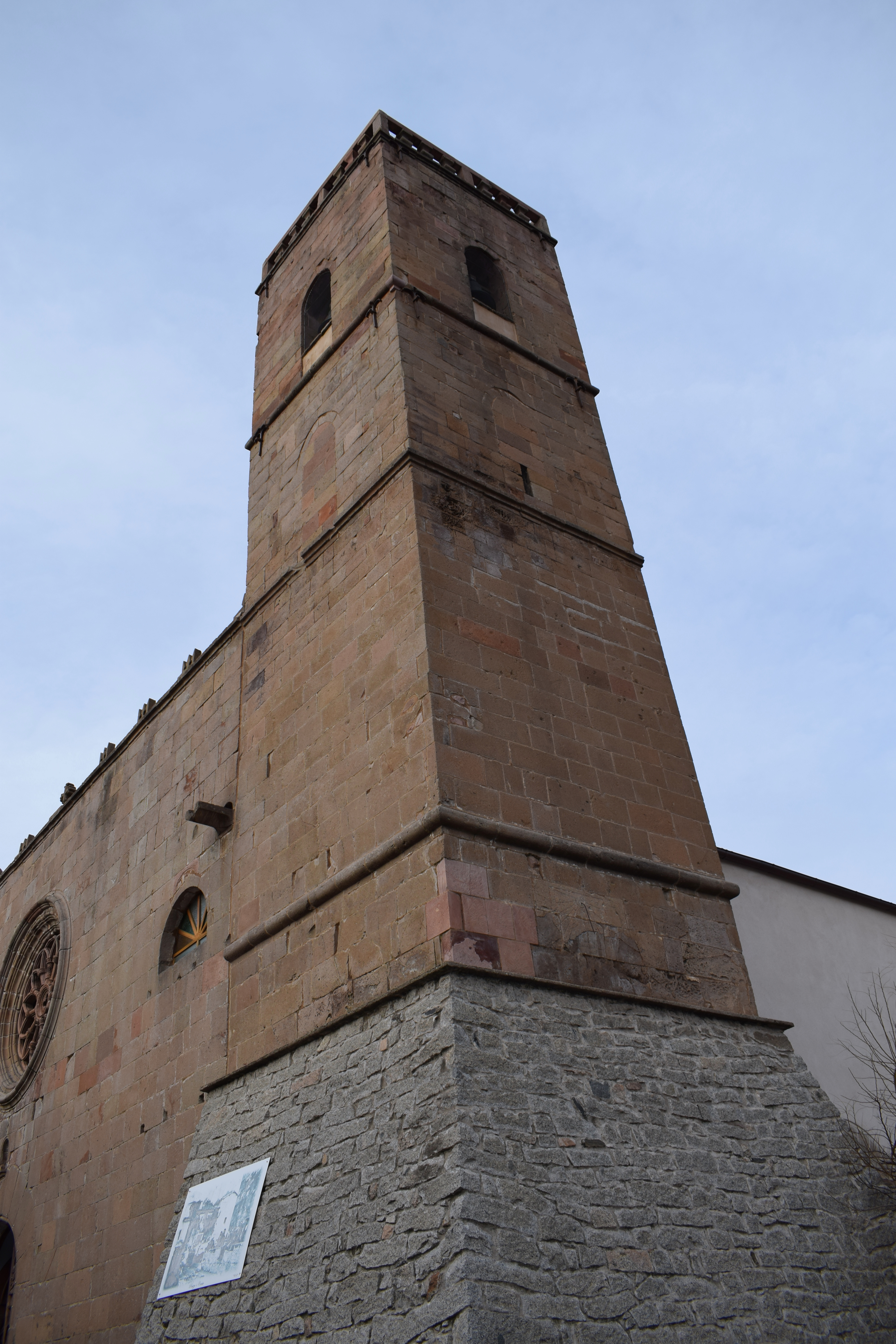
Il campanile della chiesa parrocchiale

Di una certa importanza la chiesa di San Giorgio, edificata anteriormente al 1205. Caratteristica è la chiesa parrocchiale di Sant'Antioco martire della fine del XV secolo, con semplice facciata liscia e grande rosone centrale, in stile gotico aragonese. La torre campanaria è precedente e di stile romanico. Nei pressi il palazzo signorile di epoca aragonese, detto "de Su Conte". Anche la casa parrocchiale, poco distante appartiene a questo periodo.

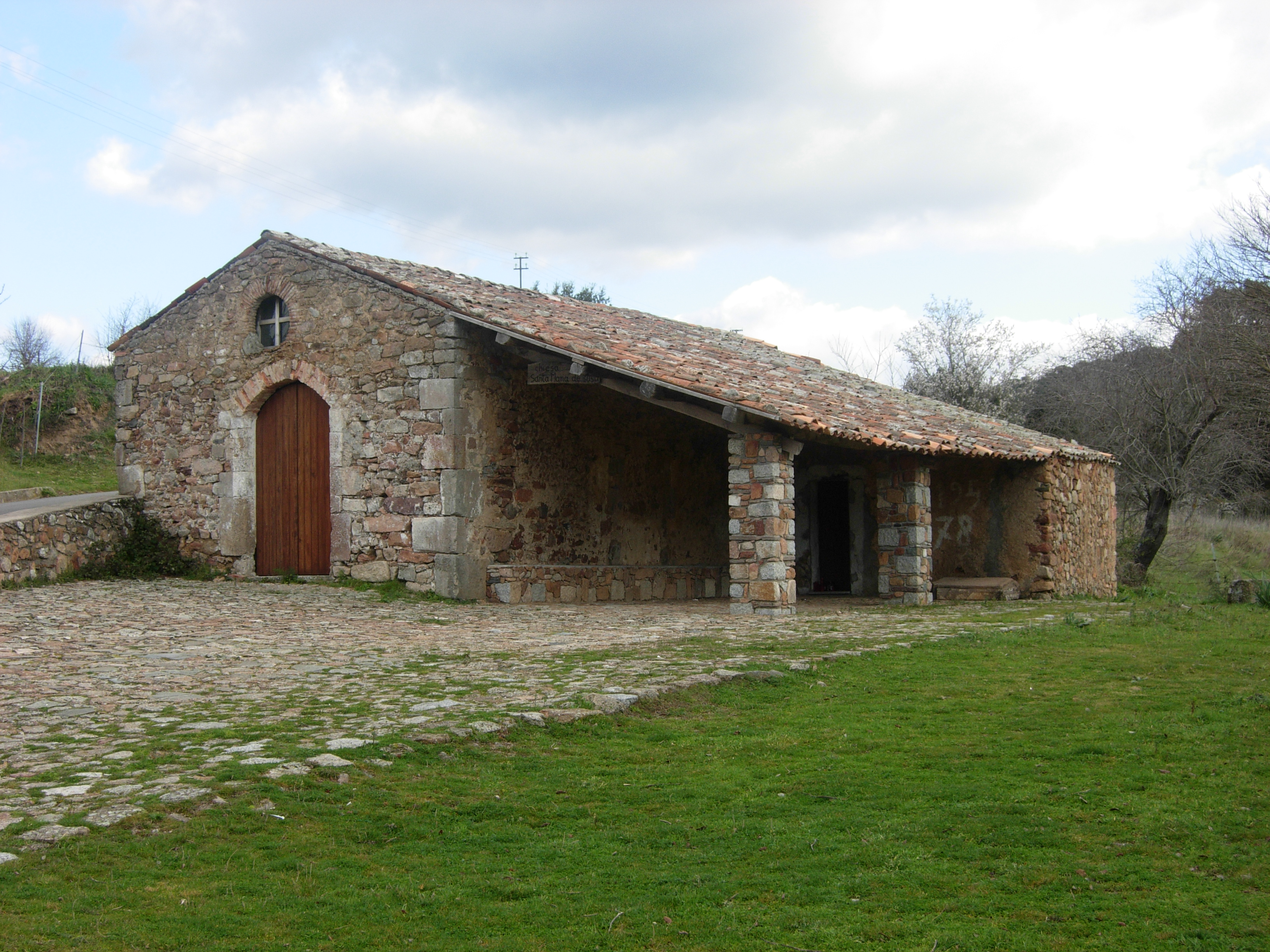
Chiesa di Santa Maria 'e Susu

All'interno del territorio comunale si trovano anche la chiesa di Santa Maria de Giosso, e di Santa Maria de Susu, chiese campestri dedicata al culto di Maria. La chiesa di Santa Maria de Susu è situata in località Laonìsa, ad ovest del paese, lungo la vecchia strada che collegava Atzara con Belvì, ed è l'unica testimonianza dell'ormai scomparso villaggio che sorgeva qui nel Medioevo.
La chiesa di Santa Maria Bambina, ricostruita negli anni '70, risale intorno all'anno 1000 ed è collocata sulla strada provinciale per Samugheo.

### Siti archeologici
Nei dintorni si conservano i resti di "domus de janas" (località di Corongiu Senes), "tombe dei giganti" e il nuraghe di Abbagadda (ossia "Acqua Calda") il quale risulta essere il meglio conservato, con torre (o Mastio) centrale di circa 6 m di altezza. Altri nuraghi sono quelli di Ligios, di Ni' e Crobu, di Su Nurache, di Figos, di Su Pisu e di Suergèdu.

### Miniere
È presente un'antica miniera di grafite e quarzo, nota come "Sa miniera de su lapis", inoltre è presente una miniera di piccole dimensioni nella SS128 e una cava di Barite in attività a metà degli anni '80.

### Luoghi di interesse naturalistico
Atzara è circondata da una natura selvaggia tipica dei territori della Barbagia ed è caratterizzata da una distesa di boschi che rivestono i monti e le colline circostanti (queste ultime coltivate a vigneti), il paese si trova ad un'altitudine di 543 metri sul livello del mare, nel versante occidentale del Gennargentu, ed è dominato dal monte "Sa Costa" che raggiunge i 782 metri s.l.m. e si trova a un passo dalle vette più alte della Sardegna. La fauna è molto varia e in certe zone del territorio di Atzara si possono incontrare anche i daini selvatici e i mufloni. Mentre i cinghiali, le volpi, i conigli, le lepri, le donnole, le martore, i ricci e molti altri animali sono presenti in tutto l'agro di Atzara in numero elevato. Vasta è la varietà di uccelli, compreso un piccolo numero di aquile reali, inoltre è molto presente l'astore sardo che si rifugia nei monti circostanti ma anche nei pressi del centro abitato e si può ammirare facilmente in volo.

## Società

### Evoluzione demografica
Abitanti censiti

### Lingue e dialetti
La variante del sardo parlata ad Atzara è riconducibile alla Limba de mesania.

## Cultura

### Musei
Nel centro del paese si trova il Museo d'arte moderna e contemporanea Antonio Ortiz Echague, inaugurato nel 2000. Il museo nasce da un'idea del pittore atzarese Antonio Corriga, uno dei più importanti artisti sardi contemporanei già allievo di Filippo Figari, e dall'esigenza di trovare una giusta collocazione alla storia dei pittori che a vario titolo soggiornarono ad Atzara nel passato. Rispetto a questa storia si può parlare di una vera e propria scuola di Atzara, che ha favorito lo sviluppo della pittura in Sardegna, un altro pittore atzarese di fama è Vittorio Tolu, del quale il museo conserva diverse opere. La produzione artistica dei pittori spagnoli e sardi nei primi anni del secolo, rappresenta un patrimonio artistico di cui Atzara va fiera, e che ha contribuito a far conoscere il paese oltre i confini dell'isola. In alcune zone del paese si possono apprezzare dei murales, di cui uno dipinto dal muralista e pittore locale, Mauro Patta.

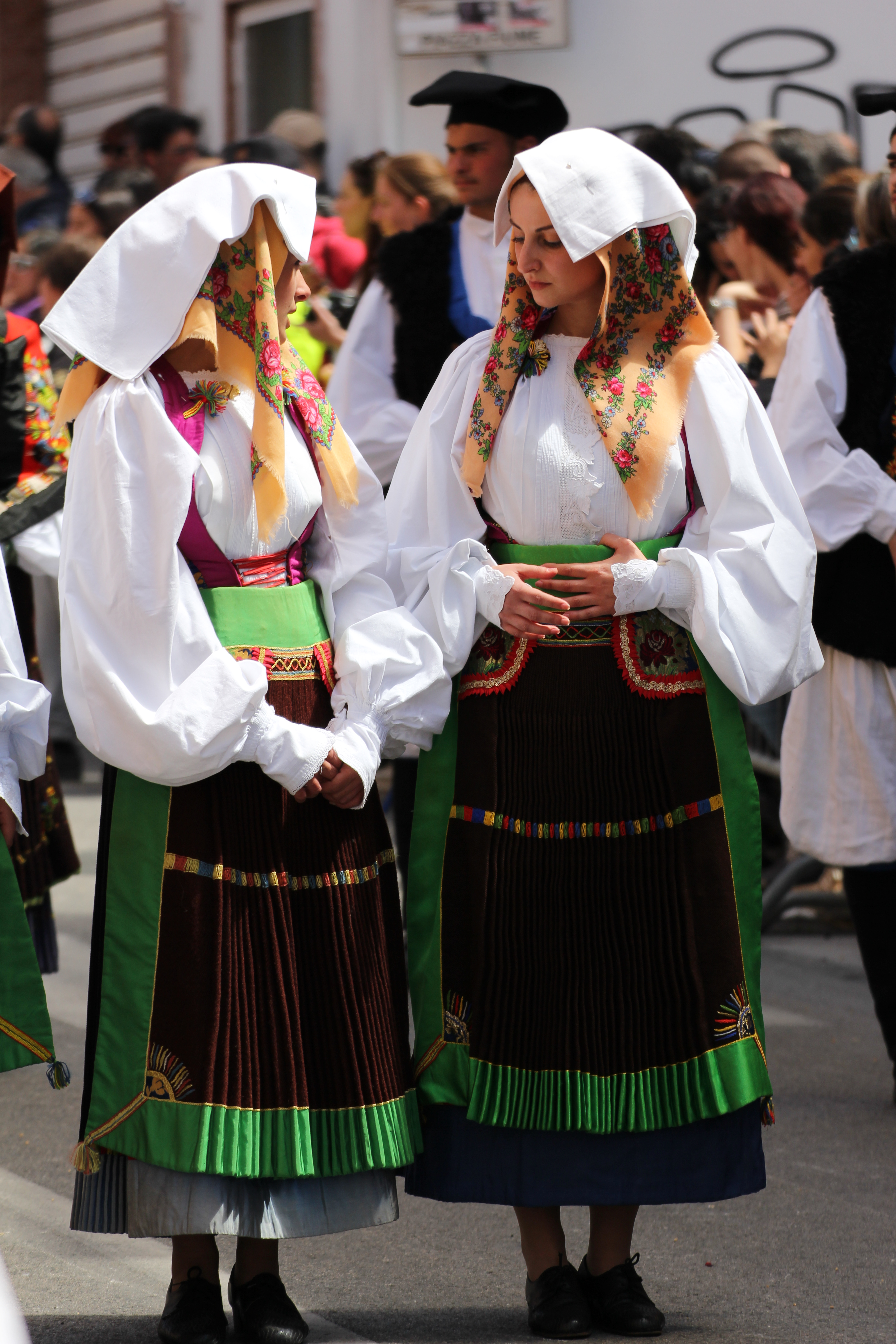
Costume femminile

### Il costume tradizionale
I pittori che nei primi decenni del Novecento arrivarono ad Atzara, furono affascinati dai particolari colori del costume che veniva indossato da tutti nel paese, soprattutto quello femminile, caratterizzato da colori vivaci e accesi, e da un particolare copricapo chiamato "Tiaggiòla", ha attirato da sempre i fotografi e i pittori, per il fatto che esso non ha eguali in nessun altro costume isolano. Al giorno d'oggi il costume è portato da molte donne anziane del paese, mentre gli uomini, hanno smesso di indossarlo a partire dal secondo dopoguerra.

### Eventi
- Seconda domenica di maggio: Sagra del vino e Festa di Sant'Isidoro
- 22 agosto: Festa campestre di Santa Maria de josso
- 8 settembre: Festa campestre Santa Maria de susu
- 13 novembre: Festa del patrono Sant'Antioco
- ultimo fine settimana di novembre: Dal Vino Alla Pittura Autunno in Barbagia.

## Economia

### Produzione vitivinicola

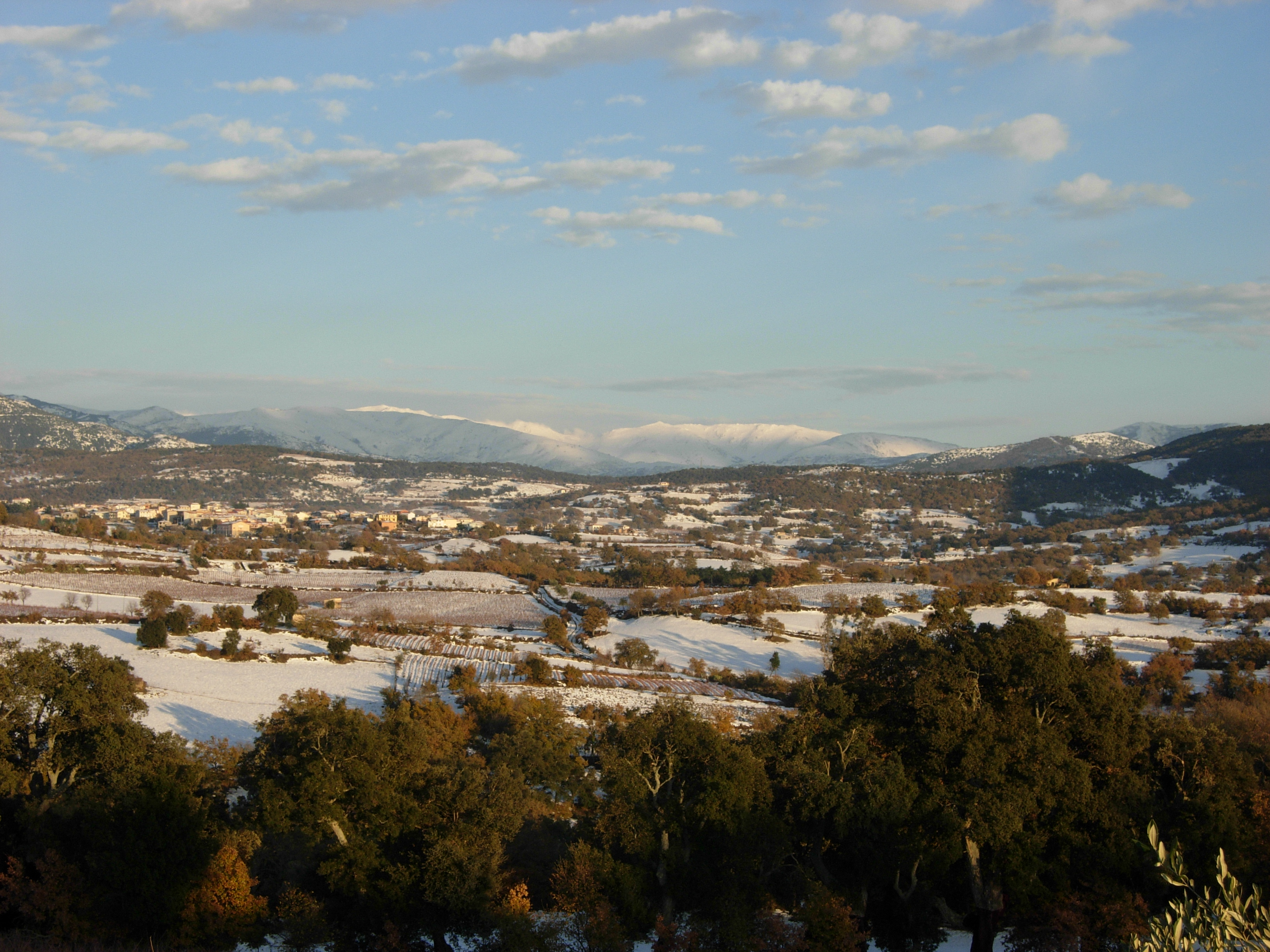
Atzara innevata. Sullo sfondo Punta La Marmora.

Atzara è conosciuta sin dal medioevo per la produzione vitivinicola di eccellenza, grazie alla presenza di numerosi vigneti e di un microclima particolare, che da sempre hanno favorito la coltura della vite. A differenza delle altre aree della Barbagia, in cui la produzione di vino è basata esclusivamente sul Cannonau, i vini prodotti ad Atzara, nascono da un misurato e sapiente dosaggio di diverse qualità di uve, fra le quali il Cannonau, la Monica e il Bovale Sardo, rappresentano le principali. Il Casalis nel 1855, descrive così il vino di Atzara:
Al giorno d'oggi, il vino rappresenta ancora l'elemento principale dell'economia di Atzara, e attraverso il perfezionamento e l'aggiornamento delle tecniche produttive, ha ormai raggiunto un livello qualitativo superiore rispetto ai decenni passati anche grazie alla nascita di alcune cantine private, che fanno della qualità dei prodotti, e non della quantità, la loro principale caratteristica.

### Produzione tessile
Rinomata è la produzione di tappeti, realizzati con la tecnica "a pibiones" e caratterizzati per la varietà dei colori ed i temi geometrici.
Da citare la presenza di un laboratorio di tinture naturali, che utilizza per i propri prodotti, appunto coloranti e tessuti naturali (Lana sarda per esempio).
Sport
Lo sport più praticato è il calcio, con l'AC Atzara militante nel campionato di seconda categoria, dai colori sociali "rosso-blu", che ha come sede il campo comunale "Tradale", e in passato è stata presente una società ciclistica, il "Pedale Atzarese".

## Amministrazione
| Periodo         | Periodo         | Primo cittadino      | Partito                                         | Carica  | Note   |
| --------------- | --------------- | -------------------- | ----------------------------------------------- | ------- | ------ |
| 23 aprile 1995  | 16 aprile 2000  | Sebastiano Serra     | sinistra                                        | Sindaco | [ 9 ]  |
| 16 aprile 2000  | 8 maggio 2005   | Luigi Todde          | lista civica di centro-sinistra                 | Sindaco | [ 10 ] |
| 8 maggio 2005   | 30 maggio 2010  | Alessandro Corona    | lista civica di centro-sinistra                 | Sindaco | [ 11 ] |
| 30 maggio 2010  | 31 maggio 2015  | Walter Antioco Flore | lista civica "Costruiamo Insieme per il Futuro" | Sindaco | [ 12 ] |
| 31 maggio 2015  | 26 ottobre 2020 | Alessandro Corona    | lista civica "Atzara Bene Comune"               | Sindaco | [ 13 ] |
| 26 ottobre 2020 | in carica       | Alessandro Corona    | lista civica "Atzara Bene Comune"               | Sindaco | [ 14 ] |